# Ummeliata sibirica
Ummeliata sibirica is een spinnensoort in de taxonomische indeling van de hangmatspinnen (Linyphiidae).
Het dier behoort tot het geslacht Ummeliata. De wetenschappelijke naam van de soort werd voor het eerst geldig gepubliceerd in 1980 door Kirill Yuryevich Eskov.